# Котовка (Новодеревеньковский район)
Котовка — деревня в Новодеревеньковском районе Орловской области.
Входит в состав муниципального образования Судбищенское сельское поселение.

## География
Расположена юго-западнее деревни Плоское рядом с лесным массивом. На территории деревни имеется водоём.

## Население
| 1857 | 2010 |
| ---- | ---- |
| 45   | ↘0   |